# Millburg
Millburg es un lugar designado por el censo ubicado en el condado de Berrien en el estado estadounidense de Míchigan. En el Censo de 2020 tenía una población de 578 habitantes y una densidad poblacional de 122,72 habitantes por km². Fue incluido como CDP en el censo de 2020. 

## Geografía
Millburg se encuentra ubicado en las coordenadas 42°07′22″N 86°20′30″O / 42.12278, -86.34167. Según la Oficina del Censo de los Estados Unidos,  tiene una superficie total de 4,71 km², de la cual 4,68 km² corresponden a tierra firme y 0,03  km² a agua.